# Бараччі
Бараччі (фр. Baraci корс. Baracci) — річка Корсики (Франція). Довжина 16,5 км, витік знаходиться на висоті 1 040 метрів над рівнем моря на схилах гори Пунта ді Гіулі (Punta di Giuli) (1 267 м). Впадає в Середземне море.
Протікає через комуни: Церубія, Мока-Кроче, Карджака, Петрето-Біккізано, Фоццано, Санта-Марія-Фіганієлла, Віджанелло, Ольмето і тече територією департаменту Південна Корсика та кантонами: Таллано-Скопамене (Tallano-Scopamène), Петрето-Біккізано (Petreto-Bicchisano), Ольмето (d'Olmeto)